# Jacques Louis Marin Defrance
Jacques Louis Marin Defrance (1758–1850) est un naturaliste et collectionneur français spécialisé en géologie, paléontologie, malacologie et botanique.

## Biographie sommaire
Né à Caen (Calvados), Jacques Louis Marin Defrance a travaillé comme receveur des Domaines et conservateur des hypothèques.
Il a collaboré à de plusieurs revues scientifiques :
- Mémoires du Muséum d'Histoire Naturelle de Paris ;
- Annales des sciences naturelles ;
- Dictionnaire des sciences naturelles.

Il est membre fondateur de la « Société géologique de France ». Sa collection géologique est conservée à l'Université Caen-Normandie.
Il a inventé plusieurs genres et espèces de fossiles ou actuels, dont :
- Mollusques bivalves :
  - Hinnites
  - Chlamys aldrovandi
  - Glycymeris americana
  - Diodora italica
  - Exogyra virgula
- Brachiopodes :
  - Terebratula undata
  - Crania striata
  - Crania parisiensis
- Gastéropodes :
  - Hipponix
  - Rimula